# Marin Mazzie
Marin Joy Snedeger (n. 9 octombrie 1960, Rockford, Illinois, SUA – d. 13 septembrie 2018, New York City, New York, SUA) a fost o actriță și cântăreață americană cunoscută pentru munca sa în teatrul muzical. Ea a fost nominalizată la Premiul Tony, Drama Desk și Olivier pentru interpretarea rolului Lilli/Katharine din Kiss me, Kate. A susținut concerte împreună cu soțul ei, Jason Danieley.

## Biografie
Snedeger s-a născut în Rockford, Illinois, și a absolvit de la Western Michigan University, cu o diplomă în teatru și muzică. Snedeger a început să cânte în corul bisericii la vârsta de 8 ani. Ea a continuat să joace în școală și la facultate, având mai multe apariții la Barn Theatre din Augusta, Michigan.

## Legături externe
- Site oficial
- Marin Mazzie la Internet Movie Database
- en Marin Mazzie la Internet Broadway Database
- en Marin Mazzie la Internet Off-Broadway Database